# Élections législatives suédoises de 1932

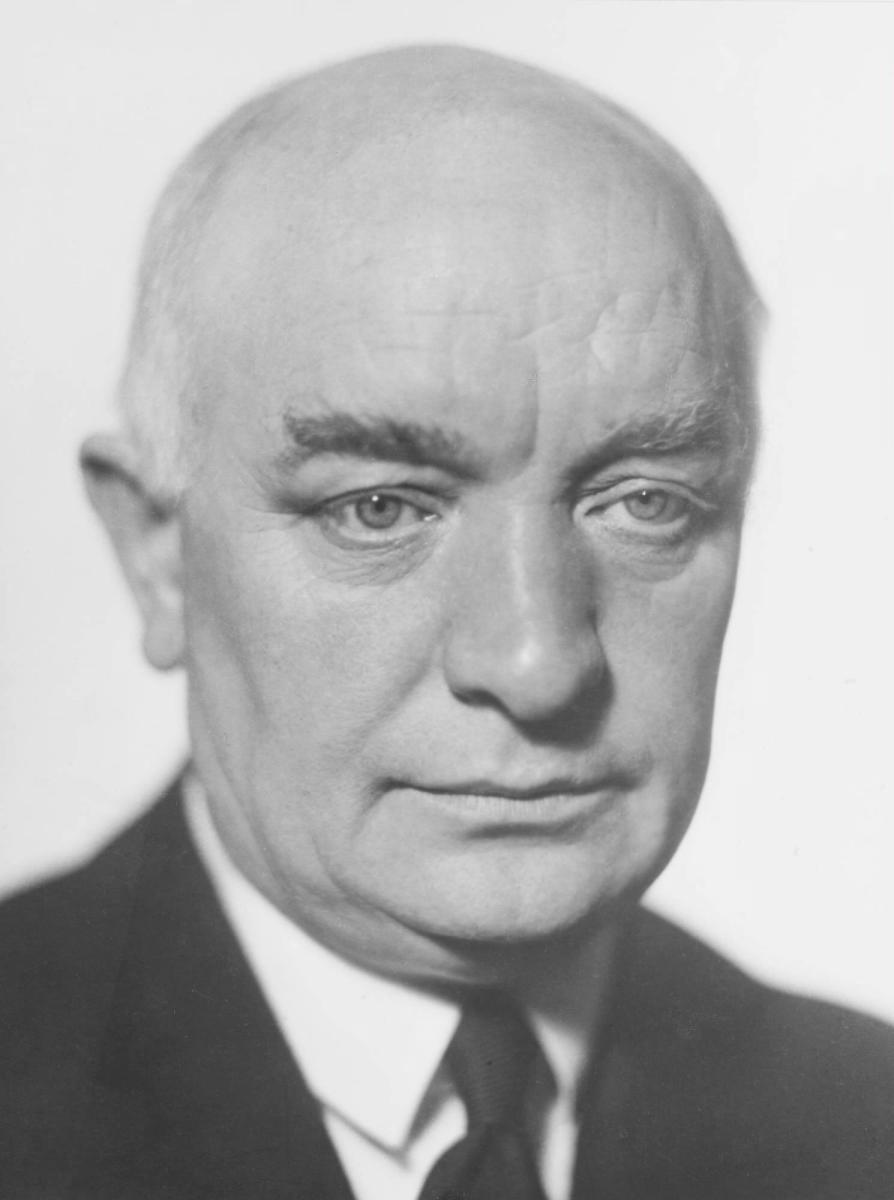
Per Albin Hansson, premier ministre suédois social-démocrate (1932-1946)

Les élections législatives suédoises de 1932 se sont déroulées le 17 et 18 septembre 1932. Le Parti social-démocrate gagne les élections et reste au pouvoir.

## Résultats
| Parti      | Parti                                       | Leader            | Votes              | Votes  | Votes | Sièges | Sièges |
| Parti      | Parti                                       | Leader            | #                  | %      | +/− % | #      | +/−    |
| ---------- | ------------------------------------------- | ----------------- | ------------------ | ------ | ----- | ------ | ------ |
|            | Parti social-démocrate                      | Per Albin Hansson | 1 040 680          | 41,72  | ?     | 104    | +14    |
|            | Ligue électorale générale                   | Arvid Lindman     | 576 053            | 23,09  | ?     | 58     | −15    |
|            | Ligue des fermiers                          | Olof Olsson       | 351 256            | 14,08  | ?     | 36     | +9     |
|            | Parti libéral du peuple (sv)                | Felix Hamrin      | 250 336            | 10,03  | ?     | 20     | −8     |
|            | Parti communiste de Suède (Kilbommare) (sv) | Nils Flyg         | 132 595            | 5,32   | ?     | 6      | −2     |
|            | Parti communiste de Suède (Sillénare)       | Sven Linderot     | 74 239             | 2,98   | ?     | 2      | +2     |
|            | Parti libéral du Riksdag (sv)               | Ernst Lyberg      | 45 462             | 1,82   | ?     | 4      | 0      |
|            | Parti national-socialiste suédois           | Birger Furugård   | 15 175             | 0,61   | ?     | 0      | —      |
|            | Parti populaire clérical (sv)               | Ivar Rhedin       | 8 911              | 0,36   | —     | 0      | —      |
| Totaux     | Totaux                                      | Totaux            | 2 494 707          | 100,00 |       | 230    |        |
| Abstention | Abstention                                  | Abstention        | 6 062              |        |       |        |        |
| Exprimés   | Exprimés                                    | Exprimés          | 2 500 769 (68,6 %) |        |       |        |        |